# T Hydrae
T Hydrae är en pulserande variabel av Mira Ceti-typ (M) i stjärnbilden Vattenormen.
Stjärnan varierar mellan visuell magnitud +6,7 och 13,48 med en period av 291 dygn.